# Im wunderschönen Monat Mai
Im wunderschönen Monat Mai: dreimal sieben Lieder nach Schumann und Schubert is een compositie uit 2003 van de Nederlandse pianist, dirigent en componist Reinbert de Leeuw (1938-2020).
In deze compositie bewerkte De Leeuw liederen van Schumann en Schubert tot een stuk voor ensemble en vrouwenstem.
De Duitse actrice Barbara Sukowa, voor wie De Leeuw het stuk schreef, bracht de liederencyclus meerdere malen ten gehore en in 2013 zong de Nederlandse actrice Katja Herbers de partij. De cd Im wunderschönen Monat Mai uit 2008, met Barbara Sukowa en het Schönberg Ensemble, won in datzelfde jaar een Edison in de categorie eigentijdse muziek.